# Los niños del Pireo
«Los niños de El Pireo» (Τα παιδιά του Πειραιά), del compositor griego Manos Jatzidakis para la película Nunca en domingo (Jules Dassin), obtuvo el Óscar a la mejor canción original en 1960. Su primera intérprete fue Melina Merkuri.

## Otras versiones
- Lale Andersen (en alemán)
- José Vélez (en español)

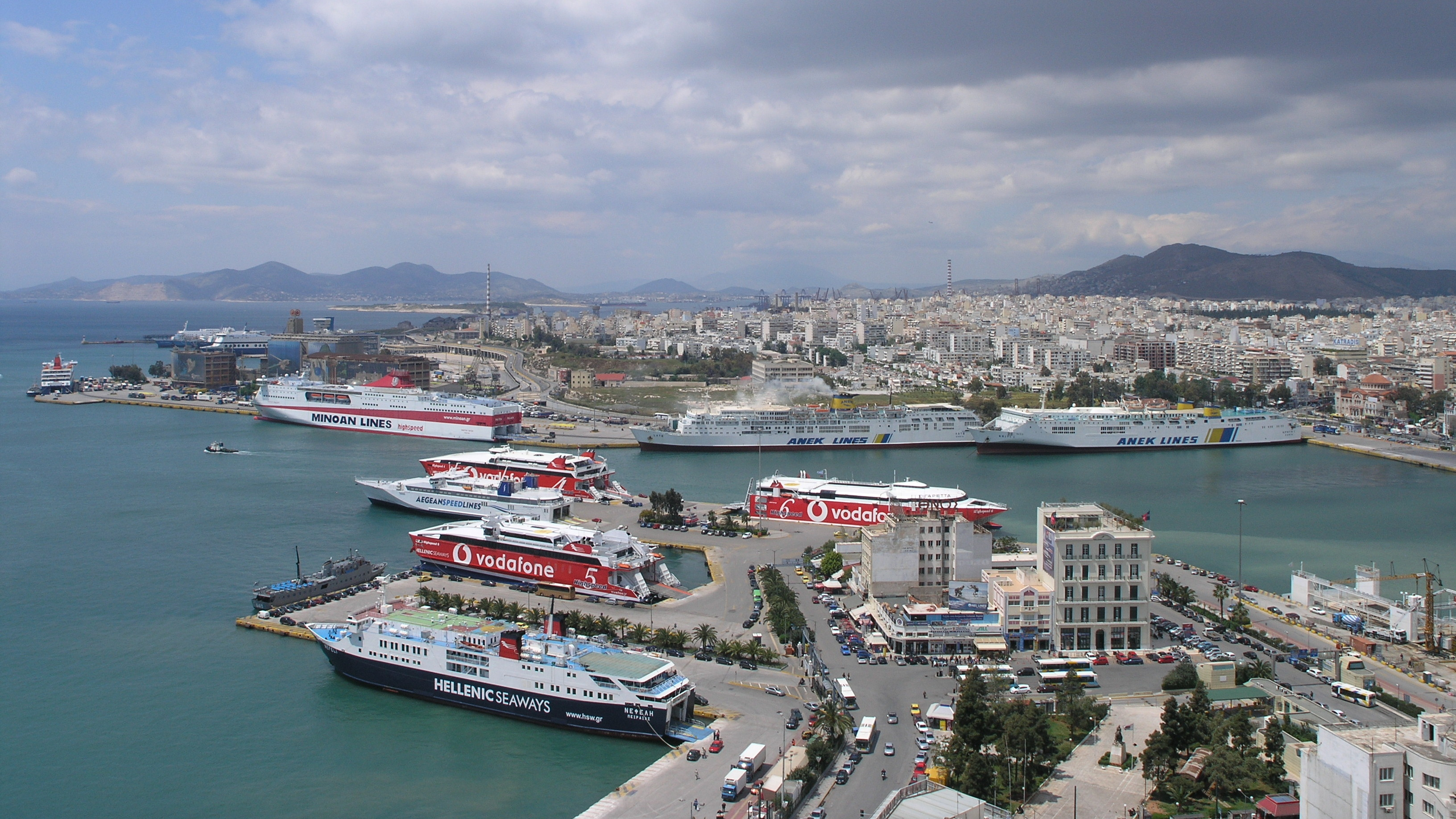
Puerto de El Pireo

- Dalida (en francés, italiano y español).
- Pink Martini (en griego).
- Dominique A (en francés).
- Nana Muskuri (en griego).
- Gloria Lasso (en francés).
- Connie Francis (en inglés).
- El Trío Los Soberanos (en español).
- Luis Alberto del Paraná (en español).